# Ophthalmolycus macrops
Ophthalmolycus macrops är en fiskart som först beskrevs av Günther, 1880.  Ophthalmolycus macrops ingår i släktet Ophthalmolycus och familjen tånglakefiskar. Inga underarter finns listade i Catalogue of Life.